# Iglesia católica en Sri Lanka

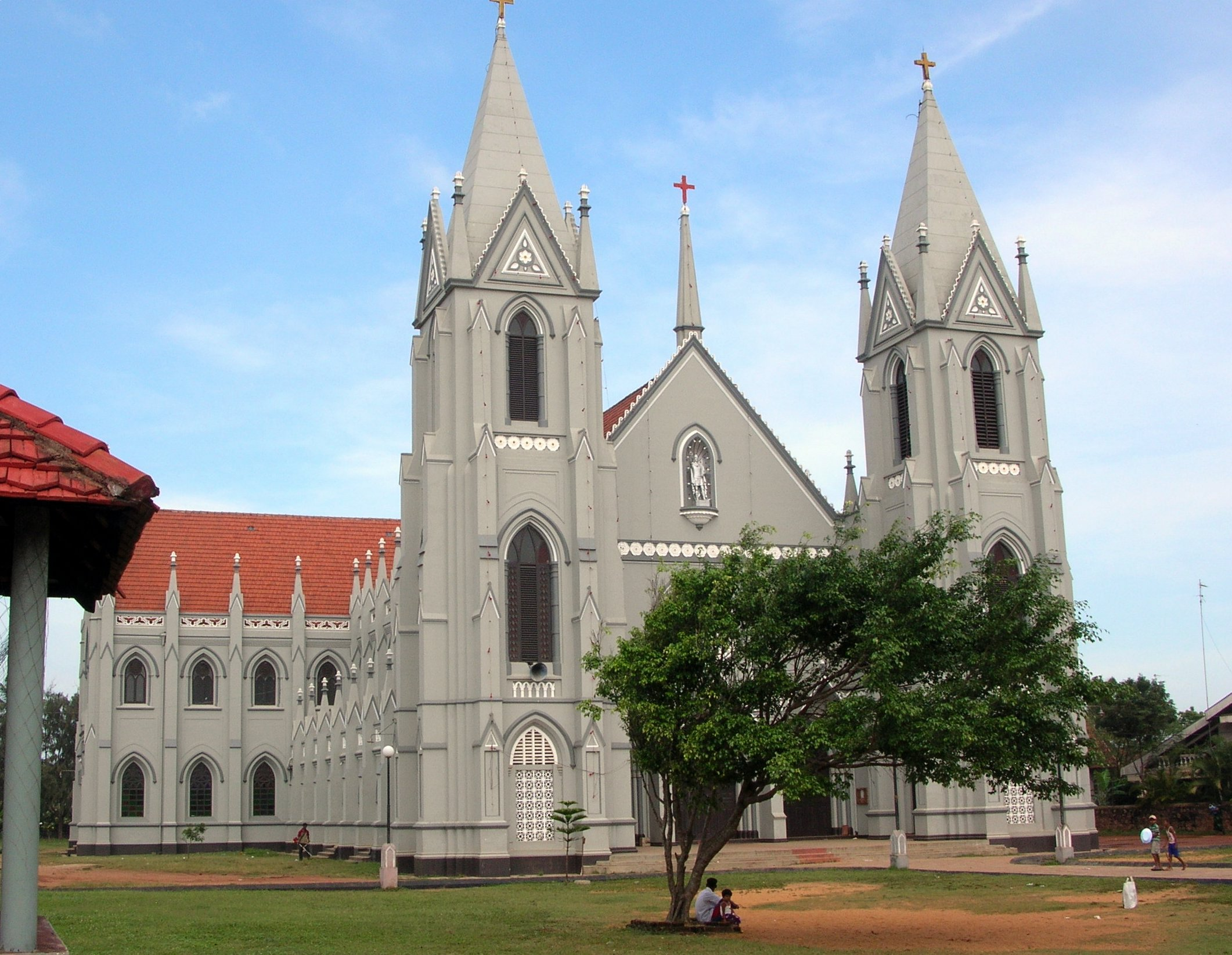
Iglesia St. Sebastian en Negombo.

La Iglesia católica cuenta en Sri Lanka con alrededor de 1,4 millones de fieles, representando cerca del 7% de la población. Está organizada en 11 diócesis incluyendo una arquidiócesis. 
En 1995, en una ceremonia en Colombo, el papa Juan Pablo II beatificó al padre Joseph Vaz, un temprano misionero del país, que fue conocido como el apóstol de Ceilán. 

## Iglesias importantes
| Diócesis                 | Iglesia                       | Tipo               | Poblado      |
| ------------------------ | ----------------------------- | ------------------ | ------------ |
| Anuradhapura             | St. Joseph’s Cathedral        | Catedral           | Anuradhapura |
| Badulla                  | St. Mary’s Cathedral          | Catedral           | Badulla      |
| Chilaw                   | St. Mary’s Cathedral          | Catedral           | Chilaw       |
| Colombo                  | St. Lucia’s Cathedral         | Catedral           | Kotahena     |
| Colombo                  | Basilica of Our Lady of Lanka | Santuario nacional | Tewatta      |
| Colombo                  | St. Anthony’s National Shrine | Santuario nacional | Kochchikade  |
| Galle                    | St. Mary’s Cathedral          | Catedral           | Galle        |
| Jaffna                   | St. Mary’s Cathedral          | Catedral           | Jaffna       |
| Kandy                    | St. Anthony’s Cathedral       | Catedral           | Kandy        |
| Kurunegala               | St. Anne’s Cathedral          | Catedral           | Kurunegala   |
| Mannar                   | St. Sebastian’s Cathedral     | Catedral           | Mannar       |
| Ratnapura                | Ss. Peter & Paul Cathedral    | Catedral           | Ratnapura    |
| Trincomalee – Batticaloa | St. Mary’s Cathedral          | Catedral           | Trincomalee  |
| Trincomalee – Batticaloa | St. Mary's Co-Cathedral       | Co-Catedral        | Batticaloa   |